# Berliner Tor (Potsdam)

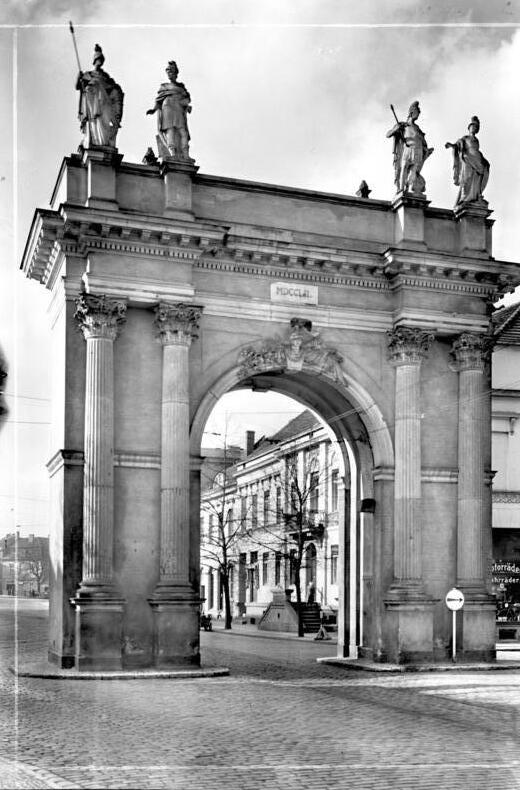
De poort in 1928

De Berliner Tor  is een grotendeels verdwenen stadspoort in de Duitse stad Potsdam. De poort was gelegen aan de Berliner Straße/hoek Türkstraße. Oorspronkelijk lag de poort aan het eind van de Charlottenstrasse, maar bij het verschuiven van de stadsmuur in 1752 werd de poort opnieuw gebouwd onder leiding van de Nederlander Jan Bouman. In 1945 werd de poort bij bombardementen zwaar beschadigd. Tegenwoordig is alleen nog een zijvleugel over.
Brandenburger Tor · Jägertor · Nauener Tor

Verdwenen poorten: Berliner Tor · Neustädter Tor